# Robal
La robal es una variedad de uva (Vitis vinifera) blanca autorizada para la comunidad autónoma de Aragón (España) por la Orden APA/1819/2007, por la que se actualiza el anexo V, clasificación de las variedades de vid, del Real Decreto 1472/2000, de 4 de agosto, que regula el potencial de producción vitícola. Se considera casta autóctona local, empleándose en la Denominación de Origen Calatayud.